# Huuda!
Huuda! (in finlandese "Urla!") è il primo singolo tratto dal quarto album di studio della band punk rock finlandese Haloo Helsinki!, pubblicato il 30 novembre 2012 dalla Ratas Music Group.
Il singolo ha anticipato l'uscita dell'album, Maailma on tehty meitä varten, avvenuta l'8 febbraio 2012

## Video
Il video musicale è stato pubblicato sull'account di VEVO il 3 dicembre 2012 e mostra la band che suona sul tetto di un edificio con degli spezzoni del gruppo in giro per la città.

## Tracce
1. Huuda! – 4:02

## Classifica
| Classifica           | Massima posizione |
| -------------------- | ----------------- |
| Finlandia            | 8                 |
| Finlandia (download) | 4                 |
| Finlandia (radio)    | 39                |